# 51.º Batallón de Instrucción Aérea
El 51.º Batallón de Instrucción Aérea (55. Flieger-Ausbildungs-Bataillon) fue una unidad militar de la Luftwaffe de Alemania.

## Historia
Formado en septiembre de 1944 en Groningen de los restos del 51.º Regimiento de Campaña del Distrito Aéreo Norte de Bélgica-Francia. Es disuelto en febrero de 1945.